# Ініо Асано
Ініо Асано (яп: 浅野 いにお, Гепберн: Asano Inio; нар. 22 вересня 1980) — японський художник, манґака.
Відомий перед усім створенням знаменитої манґи Соланін, за якою пізніше був знятий художній фільм з Аоя Міядзакі в головній ролі. Іншим популярним твором вважається «На добраніч, Пунпуне».
Історії Асано вражають реалістичністю, що заснована на розкритті характеру персонажів, від буденності до психологічного жахіття, за що був нагороджений в конкурсі GX 2001 года відзнакою для молодих художників манґ. Визнання лунали й у пресі, так газета Yomiuri Shimbun прозвала Асано «голосом свого покоління».

## Біографія
Ініо Асано народився у місті Ісіока, префектура Ібаракі, що в Японії. За Як описує майбутній манґака, місцевість, у якій він зростав, являла собою позаміську природу з полями, фабриками і широкими дорогами для проїзду вантажівок.
Дитиною Асано був домашньою, і вважав за краще малювати на самоті, ніж бавитися з однолітками на вулиці. Так протягом дитинства він малював переважно динозаврів і машинки, аж доки у четвертому і п'ятому класі початкової школи під впливом однокласників почав відтворювати на аркуші батальні сцени з Final Fantasy. Також його цікавили іграшки-роботи трансформери, з якими хлопчина не тільки розважався, але й перемальовував, модифікував, створюючи власні витвори.
Хлопчина був відмінником, вдало улаштовувся у середовище однолітків і свідомо поводив себе як звичайнісінька дитина, проте викладачі завжди гадали, що він неординарне дитя.
Ще за навчання у початковій школі, Ініо приохотився до читання книжок і манґ, які позичав у власної сестри, що була на шість років старша. Перша манґа, котра справила найбільшого впливу, була High School (Motoei Shinzawa). Іншими улюбленими були комікси й ілюстровані книжки Дораемон, а також аніме Gegege no Kitaro, яке часто транслювали по телебаченню в кінці 1980-х років. Інколи захоплювався Kitaro no Tengoku to Jigoku (Небеса і підземний світ Кітаро, авторства Shigeru Mizuki). Він не читав жодних манґ про реальний світ, вигадка була солодшою. Коли Ініо навчався у третьому класі початкової школи, то регулярно купляв два журнали по приходу додому, це Comic BonBon і CoroCoro Comic. В старших класах початкової школи почав читати «Weekly Shonen Jump». Повз знаменитих робіт, таких як Dragon Ball, його увагу закувало кілька абсурдних манґ Chinyuuki (Man Gataro) і The King is a Donkey (Naniwa Shokichi). Під впливом старшої сестри хлопчина багато читав «Densen suru neru desu» (Yosida Chikan). Пізніше на Ініо справила добре враження гра «Famicom Tsushin», яку він придбав після бума «Street Fighter II». У одному із журналів йому потрапилась манґа Tamakichi Sakura, котра пізніше завдала великого впливу на творчість. Повз Shiawase no Katachi («Форма щастя»), впливу завдали й журнали «Gebouei Manju Nikki» та «Yugen Manju Nikki». Бувши учнем молодшої школи, Ініо любив читати також «Famitsu» і «VOW».
Ініо побічно захоплювався телебаченням та любив естрадні програми, такі як «Kato-chan Ken-chan Gokigen TV», «Tunnels», «Kamen Noridar» та «Fuun! Замок Такеші» й інші. Він не хотів йти у світ телебачення, оскільки художники манґи в його очах були реалістичнішими, і він з серйозними намірами вивчив книгу «Капітан Цубаса», яка стала першим посібником зі створення манґи. Спеціалізовані матеріали для малювання, такі як фломастери, були недоступні на місці, тому він використовував олівці та кулькові ручки для малювання у своєму блокноті. Коли хлопчина став учнем молодшої школи, він вже придбав спеціалізовану ручку. Тоді мрії стосувалися не працею художника манґи, а зарплатним працівником у Токіо, як герої модних драм на той час.
Щодо музики, то в початковій школі слухав альбоми гурту Unicorn, записані його сестрою, а з молодших класів почав купувати компакт-диски на свої кишенькові гроші, часто слухаючи диск із файтингом Fatal Wolf Legend Special і, для гуртів, Judy and Marry.
Не бажаючи далі навчатися у теперішній школі, він перейшов до середньої школи (державної спільного навчання) в Цукубі. Хлопчина був благословенний вільною шкільною культурою та друзями. Він грав на бас-гітарі у хеві-металевій пародіювальній групі. Ближче до кінця середньої школи парубок відкрив для себе Spirits через історію Токійського університету (Тацуя Егава). У середній школі під впливом своїх друзів познайомився з андеграундною мангою та музикою, й почав читати «Гаро». Йому подобалися манги Усамару Фуруя, Кіоко Окадзакі та Есімото Есітомо. Щодо манги Кеко Окадзакі, то на Ініо особливо вплинула її збірка оповідань «Чихуахуа-чан». З того часу він перестав навчатися і за одне заняття малював як мінімум одну чотирикадрову мангу.
Чотиристорінкова гаг-манґа «Kikuchi It's a bit too much ministry» (під ім'ям Iniyo Asano), яку він намалював під час весняних канікул другого року навчання у старшій школі, була опублікована в «Big Comic Spirits extra edition Manpuku!» (Shogakukan). Проте реакція на публікацію була холодна. У відповідь на думку громадськості про те, що «манга призначена лише для дітей», він вирішив публікувати свою «мангу не для дітей» у комерційному журналі Spirits, а не у підпільному журналі. На третьому курсі середньої школи він узяв річну відпустку від манґи, щоб підготуватися до вступних іспитів до університету.
Ініо вступив на відділення мистецтва (інформаційний дизайн) факультету літератури в Університеті Тамагава. Вибір зумовлений тим, що це був альма-матер Анко Мочіцукі, чия манґа-есея була опублікована в Famitsu, і завдала колосальне враження. Також за словами Ініо це сталося тому, що йому хотілося залишити своє рідне місто і переїхати до Токіо. Приблизно тоді він почав малювати сюжетну манґу, а не гег-манґу. Хоча деякі з історій були опубліковані, наступні чотири роки він провів у стані занепаду, пошуку власного стилю, втрати впевненості у своїй здатності продовжувати роботу, як художник манґи, через конфлікти з редактором та інших факторів, перш ніж була дебютували перші успішні манґи. Сам Асано згадує цей період як «час, коли все, що я робив, було порожнім і нічого не вдавалося».

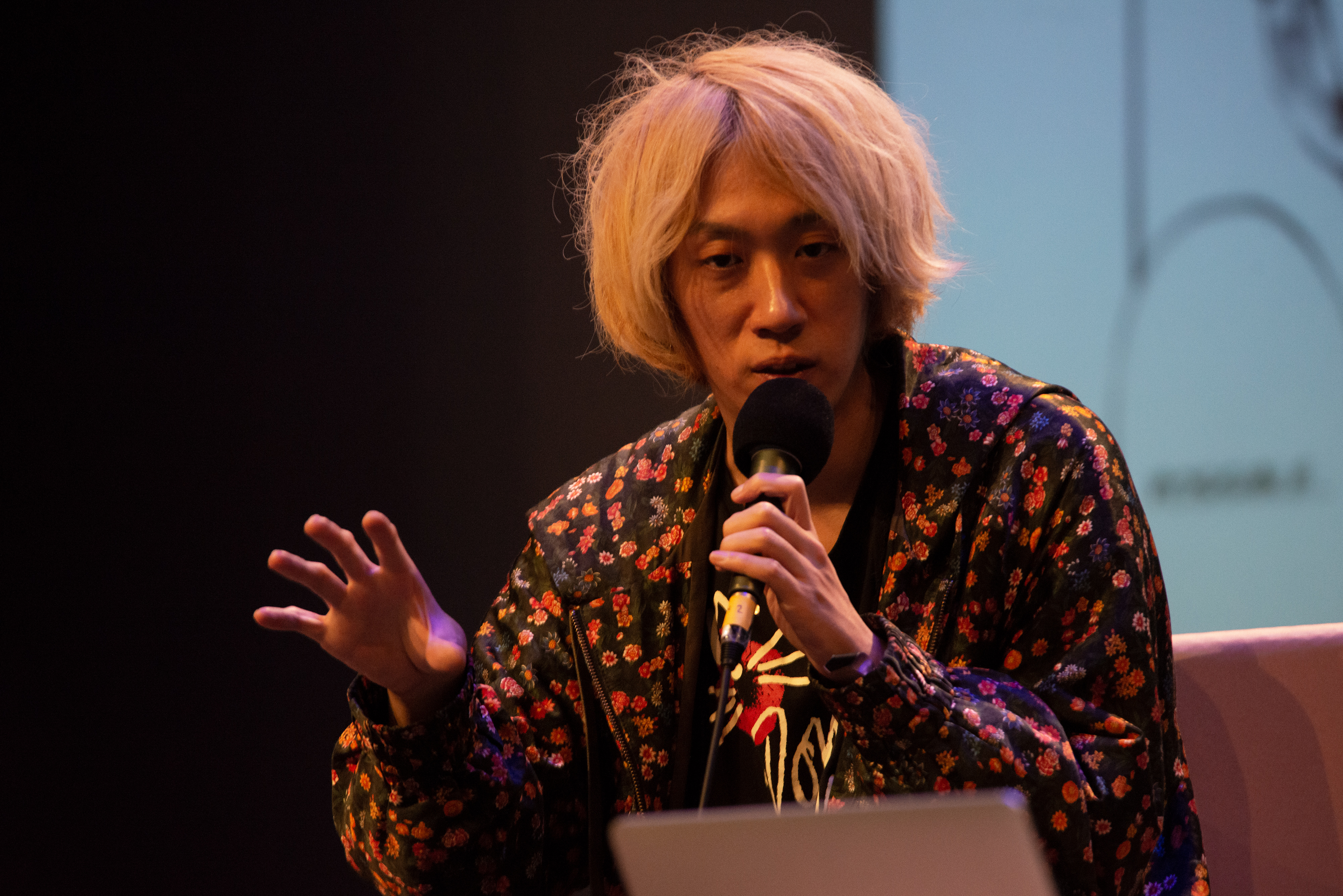
Ініо Асано на Angoulême Comics Festival у 2020 році.

У 2001 році робота «Вітання з всесвіту» (Uchū kara Konnichi wa) була обрана для 1-ої премії GX Newcomer Award від Monthly Sunday GENE-X (Shogakukan) і була опублікована в червневому номері того ж року. Пізніше Ініо почав малювати у цифровому форматі зі своєї першої серійної роботи «Який чарівний світ» (What a Wonderful World!).
Манґа Соланін отримали виключно схвальні відгуки, завдяки чому була екранізована з Аой Міядзакі в головній ролі. Презентація на екрани відбулась у 2010 році. Пізніше опублікований твір Dead Dead Demon's Dededede Destruction виходить у журналі Big Comic Spirits (Shogakukan).
25 вересня 2018 року Ініо оголосив про наміри одружитися з іншою манґанкою Акане Торікаї.
У грудні 2018 — січні 2019 року в Токіо відбулася виставка The World of Inio Asano, присвячена 20-річчю його творчої кар'єри. Завдяки своїй популярності виставка була проведена в Нагої у вересні.

## Роботи
- Futsū no Hi (普通の日, «Звичний день») (2000)
- Sotsugyōshiki Jigoku (卒業式地獄, «Церемонія вручення дипломів пекла») (2000)
- Uchū kara Konnichi wa (宇宙からコンニチハ, «Вітання з всесвіту») (19 квітня 2001)
- What a Wonderful World! (素晴らしい世界, Subarashii Sekai, Який чарівний світ) (19 січня 2002 — 19 березня 2004)
- Nijigahara Holograph (虹ヶ原ホログラフ, Nijigahara Horogurafu, Голографія Ніджігахара) (14 листопада 2003 — 9 грудня 2005)
- Hikari no Machi (ひかりのまち, «Місто світла») (19 квітня 2004 — 19 січня 2005)
- Sekai no Owari to Yoake Mae (世界の終わりと夜明け前, «Кінець світу і перед світанком») (18 червня 2005 — 1 вересня 2008)
- Соланін (ソラニン, Соланін) (30 червня 2005 — 6 квітня 2006; 30 жовтня 2017)
- Oyasumi Punpun (おやすみプンプン, Oyasumi Punpun) (15 березня 2007 — 2 листопада 2013)
- Ozanari-kun (おざなり君) (1 травня 2008 — 19 квітня 2011)
- A Girl on the Shore (うみべの女の子, Umibe no Onna no Ko, Дівчина на березі) (7 липня 2009 — 8 січня 2013)
- Ctrl+T Asano Inio Works (Ctrl+T 浅野いにおWORKS, Kontorōru Purasu Tī Asano Inio Wākusu) (Березень 27, 2010 — 29, 2010)
- Planet (планета, Puranetto) (19 липня 2010)
- Toshi no Se (としのせ, «Кінець року») (25 грудня 2012)
- Kinoko Takenoko (きのこたけのこ, «Гриб бамбукова втеча») (27 січня 2013)
- Dead Dead Demon's Dededede Destruction (デッドデッドデーモンズデデデデデストラクション, Deddo Deddo Dēmonzu Dededededesutorakushon) (28 квітня 2014 — 28 лютого 2022)
- Bakemono Recchan/Kinoko Takenoko: Asano Inio Tanpenshuu (浅野いにお短編集　ばけものれっちゃん／きのこたけのこ) (6 лютого 2015)
- Yūsha Tachi (勇者たち, «Герої») (6 березня 2015 —)
- Funwari Otoko (ふんわり男, «Ніжний чоловік») (7 березня 2016)
- Sayonara Bye-Bye (さよならばいばい, Sayonara Bai Bai) (14 березня 2016)
- Downfall (零落, Reiraku) (10 березня 2017 — 28 липня 2017)
- Service Area (サービスエリア, Sābisueria) (14 березня 2018)
- Tempest (TEMPEST, Tenpesuto) (10 серпня 2018)
- Moshi mo Tōkyō (もしも東京, «Що, якщо Токіо…») (27 липня 2020)